# Sahashia
Sahashia, monotipski rod paprati smješten u potporodicu Botrychioideae, dio porodice jednolistovki. Jedina vrsta je S. stricta iz istočne Azije  (Kina, Japan, Sjeverna i Južna Koreja, Ruski daleki istok)
Novi rod Sahashia odvojen je od Botrypusa (danas Botrychium) i opisan 2020. kako bi se mogla zadržati monofilija Botrypusa.

## Sinonimi
- Botrypus strictus (L.) Underw.
- Botrychium strictum Underw.
- Japanobotrychum strictum (Underw.) Nishida ex Tagawa
- Osmundopteris stricta (Underw.) Nishida